# Адамс, Филлип (игрок в американский футбол)
Филлип Адамс (англ. Phillip Adams; 20 июля 1988, Рок-Хилл, Южная Каролина — 8 апреля 2021, Рок-Хилл, Южная Каролина) — профессиональный игрок в американский футбол, корнербек и массовый убийца. На студенческом уровне играл за команду «Саут Каролина Стейт Булдогз», был выбран в седьмом раунде драфта НФЛ 2010 года командой «Сан-Франциско Форти Найнерс». Также играл за «Нью-Ингленд Пэтриотс», «Окленд Рэйдерс», «Сиэтл Сихокс», «Нью-Йорк Джетс» и «Атланта Фэлконс».
8 апреля 2021 года Адамс застрелился после столкновения с полицией Рок-Хилла (Южная Каролина), следователи которой определили, что он был стрелком, ответственным за убийство пятерых людей и ранение одного человека днём ранее.

## Ранние годы жизни
Адамс родился 20 июля 1988 года в Рок-Хилле (Южная Каролина). Он учился в старшей школе Рок-Хилла, которую окончил в 2006 году, там он играл в футбол и баскетбол.

## Карьера в колледже
Адамс учился в Университете штата Южная Каролина с 2006 по 2009 год. На первом курсе в «Булдогз» Адамс был игроком специальных команд. На его счету было 12 отборов мяча и 2 перехвата, а также возврат панта на 30 ярдов. На втором курсе Адамс сыграл в 11 играх за «Булдогз».
В третьем сезоне Адамс стал лучшим в команде по количеству перехватов (5) и сбитых передач (9). В выпускной год он вошёл в состав первой сборной звёзд Средневосточной атлетической конференции. В том году он также сделал тачдаун на возврате перехвата в матче против «Норфолк Стейт Спартанс».

## Профессиональная карьера
Клуб «Сан-Франциско Форти Найнерс» выбрал Адамса в седьмом раунде драфта НФЛ 2010 года под 224 номером. На шестнадцатой неделе в матче против «Сент-Луис Рэмс» 26 декабря 2010 года он сломал левую лодыжку, блокируя начальный удар в начале второй половины игры. После травмы Адамсу потребовалась операция, в ходе которой ему в ногу вставили несколько винтов. 3 сентября 2011 года Адамс покинул команду.
21 сентября 2011 года клуб «Нью-Ингленд Пэтриотс» подписал контракт с Филлипом Адамсом и Лэндоном Коэном после травм Дэна Коппена и Майрона Прайора в конце сезона. 8 октября он был выставлен на драфт отказов, но 13 октября снова подписал соглашение с клубом после того, как Майк Райт был перемещён в резерв травмированных. 14 октября Адамс был снова отчислен, чтобы освободить место в составе для Маркуса Харрисона, однако 18 октября был подписан повторно. Двадцать первого ноября Адамс сделал свой первый перехват в НФЛ. Двадцать девятого ноября он снова был выставлен на драфт отказов, после чего 20 декабря 2011 года подписал контракт с «Сиэтл Сихокс». За команду в 2011 году он сыграл всего в одном матче. 31 августа 2012 года «Сихокс» отчислили Адамса.
Первого сентября 2012 года клуб «Окленд Рэйдерс» подписал с Адамсом контракт. В том году Адамс сыграл в 15 из 16 матчей регулярного чемпионата и сделал один перехват (против Пейтона Мэннинга) и 15 захватов. 28 декабря 2012 года он был переведён в резерв травмированных. 12 марта 2013 года он повторно подписал контракт с клубом в качестве ограниченно свободного агента. Адамс сыграл во всех 16 играх «Рэйдерс» в 2013 году, сделав 30 захватов и подобрав один фамбл. В период выступлений за клуб он получил два сотрясения мозга за три игры.
Адамс подписал контракт с «Сиэтл Сихокс» 27 марта 2014 года. 30 августа 2014 года он был отчислен из-за неудачной игры на сборах. 1 сентября 2014 года он подписал соглашение с клубом «Нью-Йорк Джетс». В 2014 году, играя за новую команду, Адамс сделал 1 перехват и 24 захвата в 12 играх. В марте 2015 года Адамс подписал контракт с клубом «Атланта Фэлконс». В том году он сыграл за команду 13 матчей, сделав один перехват и 38 захватов. 5 апреля 2016 года Адамс побывал на просмотре в «Канзас-Сити Чифс», но предложения контракта не получил. Во время предсезонных сборов в 2016 году Адамса приглашали на просмотр в «Индианаполис Колтс», но он пропустил свой рейс. По словам его бывшего агента, «он добрался до аэропорта Шарлотты, но рейс уже улетел».

### Статистика выступлений в НФЛ

#### Регулярный чемпионат
| Сезон | Команда                     | Игры | Захваты | Захваты | Захваты | Захваты | Захваты | Перехваты | Перехваты | Перехваты | Перехваты | Перехваты | Фамблы | Фамблы | Фамблы | Фамблы |
| Сезон | Команда                     | Игры | Solo    | Ast     | Tot     | Loss    | Sk      | Int       | Yds       | Y/R       | TD        | PD        | FR     | Yds    | TD     | FF     |
| ----- | --------------------------- | ---- | ------- | ------- | ------- | ------- | ------- | --------- | --------- | --------- | --------- | --------- | ------ | ------ | ------ | ------ |
| 2010  | Сан-Франциско Форти Найнерс | 15   | 9       | 4       | 13      | 0       | 0,0     | 0         | 0         | 0,0       | 0         | 1         | 0      | 0      | 0      | 0      |
| 2011  | Нью-Ингленд Пэтриотс        | 6    | 7       | 1       | 8       | 0       | 0,0     | 1         | 0         | 0,0       | 0         | 1         | 0      | 0      | 0      | 0      |
| 2011  | Сиэтл Сихокс                | 1    | 0       | 0       | 0       | 0       | 0,0     | 0         | 0         | 0,0       | 0         | 0         | 0      | 0      | 0      | 0      |
| 2012  | Окленд Рэйдерс              | 15   | 13      | 2       | 15      | 1       | 0,0     | 2         | 0         | 0,0       | 0         | 5         | 0      | 0      | 0      | 0      |
| 2013  | Окленд Рэйдерс              | 16   | 26      | 4       | 30      | 0       | 0,0     | 0         | 0         | 0,0       | 0         | 1         | 1      | 26     | 0      | 0      |
| 2014  | Нью-Йорк Джетс              | 12   | 21      | 3       | 24      | 0       | 0,0     | 1         | 0         | 0,0       | 0         | 3         | 1      | -1     | 0      | 0      |
| 2015  | Атланта Фэлконс             | 13   | 32      | 6       | 38      | 3       | 0,0     | 1         | 2         | 2,0       | 0         | 4         | 0      | 0      | 0      | 1      |
| Всего | Всего                       | 78   | 108     | 20      | 128     | 4       | 0,0     | 5         | 2         | 0,4       | 0         | 15        | 2      | 25     | 0      | 1      |

## Стрельба и смерть
7 апреля 2021 года Адамс стрелял в шестерых людей в доме в Рок-Хилле в штате Южная Каролина, убив пятерых, и затем покончил жизнь самоубийством после обнаружения его полицией на следующий день, как сообщает шериф округа Йорк. По данным полиции, мать Адамса была внутри дома во время происшествия, но была «благополучно удалена», прежде чем Адамс покончил с собой. По словам соседки, полиция использовала громкоговоритель и отправила робота в дом в неудачной попытке его уговорить.
У Адамса ранее не было судимости. Его отец, Алонзо Адамс, предположил, что его футбольная карьера, возможно, сыграла определённую роль в стрельбе, и заявил в интервью для WCNC-TV, что спорт «его испортил».